# Secreção defensiva
Secreção defensiva é uma barragem liquido emitida por animais ou plantas que é usado com a finalidade de defesa dos inimigos alienígenas e danifica-los ou impedido diretamente. As substâncias que servem como sinais para a manutenção são referidos como alomônio. Almônios que não danifica diretamente ou impedido, por exemplo apenas cheiros desagradáveis, não é um secreção  defensiva. Por outro lado, as secreções defensivas podem ainda atuar como alomones se eles já podem ser percebidos pelos potenciais inimigos a longa distância.
Secreções de defesa pode por exemplo ser venenoso, corrosivo ou pegajosa. Algumas dessas secreções agiram mesmo diretamente sobre os recetores de dor de vertebrados. A entrega pode ser por glândulas especiais também por hemorragia reflexo, como nos besouros de petróleo, ou por explosões, como os besouros da Bombardier, ter lugar.

## Ligações externos
- Secreções defensivas de Serracutisoma proximum (Arachnida: Opiliones) provocam reação de fuga em formigas?, Curso de Pós-Graduação em Ecologia - Universidade de São Paulo, recuperado 14 de abril 2014